# 1680 au théâtre
| Années du théâtre : 1677 - 1678 - 1679 - 1680 - 1681 - 1682 - 1683    |
| Décennies du théâtre : 1650 - 1660 - 1670 - 1680 - 1690 - 1700 - 1710 |

## Événements
- 21 octobre : fondation officielle de la Comédie-Française par lettre de cachet de Louis XIV, fusionnant la troupe de l'Hôtel de Guénégaud et celle de l'Hôtel de Bourgogne ; les Comédiens italiens s'installent à l'Hôtel de Bourgogne.

## Pièces de théâtre représentées
- 3 février : Proserpine, opéra de Philippe Quinault et Jean-Baptiste Lully, au château de Fontainebleau.
- 12 mars : Agamemnon, tragédie de Claude Boyer.
- 9 août : Les Carrosses d'Orléans, comédie de Jean de La Chapelle.
- 25 août : première représentation de la nouvelle troupe de la Comédie-Française, avec Phèdre de Racine et Les Carrosses d'Orléans de La Chapelle.
- 11 octobre : Soliman, tragédie de Gaspard Abeille et La Thuillerie, Paris, Comédie-Française.
- 18 octobre : De dood van Achilles in het belegerd Troyen (La Mort d’Achille dans la ville de Troie assiégée), tragédie de Barbara Ogier, Anvers, lors de festivités en l’honneur d’Isabelle de Condé, épouse du conseiller Guillaume-Philippe de Herzelles.
- 14 novembre : Les Fous divertissants de Raymond Poisson, Paris, Comédie-Française.
- 27 décembre : Aspar, tragédie de Fontenelle, Paris, Comédie-Française.
- date précise non connue: 
  - The Orphan or the Unhappy Marriage (L'Orpheline ou le Mariage malheureux), tragédie féminine de Thomas Otway, Londres, théâtre de Dorset Garden.

## Naissances
- 9 avril : Philippe Néricault-Destouches, dit Destouches, comédien et auteur dramatique français, mort le 4 juillet 1754.
- 20 septembre : Pierre-François Biancolelli, dit Dominique fils, acteur français de la Comédie-Italienne, mort le 18 avril 1734.
- Vers 1680 : 
  - Marianne Dujardin, actrice et directrice de théâtre française, morte après 1746.

## Décès
- 27 juillet : François Le Noir, dit La Thorillière, acteur français, membre de la troupe de Molière, né en 1626.
- Date précise non connue :
  - Li Yu, romancier et dramaturge chinois, né en 1611.